# 守分勉
守分 勉(もりわけ つとむ、旧姓藤井、大正5年（1916年）4月19日 - 平成12年（2000年）8月16日）は、日本の銀行家。元中国銀行頭取・会長。

## 来歴・人物
中国地方各地で、税務署長を務めた地主藤井宇一郎の5男として、広島県深安郡千田村(現福山市)で生まれる。
京都帝大卒後、神戸海上保険勤務を経て守分家の婿養子となる。
1948年（昭和23年）中国銀行入行。支店長、役員等歴任。義父である守分十の死去に伴い、頭取に就任する。
頭取在任時は、自主健全経営を堅持したほか、時代に即応した経営戦略を打ち出し人事諸制度の整備、改革の実施、事務管理体制の強化、店舗網の整備拡充、総合オンライン体制への移行や相次ぐ関連会社の設立などの施策を講じた。
また、岡山経済研究所、吉備路文学館を設立した上、山陽学園の理事長も歴任した。
　　　　　　　　　　　　　　　　　　　
2000年（平成12年）8月16日、肺炎で死去。享年85。

## 略歴
- 1934年（昭和9年）- 旧制広島県立福山誠之館中学校（現・広島県立福山誠之館高等学校）卒業。
- 1939年（昭和14年）- 旧制松江高等学校卒業。
- 1942年（昭和17年）- 京都帝国大学法学部卒業後、神戸海上保険会社(現在のあいおいニッセイ同和損害保険)入社[注釈 1]。
- 1943年（昭和18年）- 守分家の婿養子となる。
- 1948年（昭和23年）- 中國銀行入行。倉敷駅前、倉敷支店長等を歴任する。
- 1959年（昭和34年）- 取締役就任。
- 1961年（昭和36年）- 取締役審査部長委嘱。
- 1963年（昭和38年）- 常務取締役総務部長委嘱。
- 1966年（昭和41年）- 専務取締役就任。
- 1976年（昭和51年）- 副頭取就任。
- 1977年（昭和52年）- 頭取就任。
- 1987年（昭和62年）- 会長就任。
- 1989年（平成元年 - 相談役就任。
- 2000年（平成12年）- 死去。

## 栄典
- 1981年（昭和56年）藍綬褒章
- 1986年（昭和61年）勲三等旭日中綬章